# Núria Feliu amb Tete Montoliu
Núria Feliu amb Tete Montoliu és el nom amb el qual es coneix un dels primers discs de la cantant catalana Núria Feliu. La companyia Edigsa va publicar l'àlbum l'any 1965. Els músics que participaren en la gravació van ser Tete Montoliu (piano), Eric Peter (contrabaix), Billy Brooks (bateria) i Booker Ervin.
A través d'aquest disc i de Núria Feliu, Tete Montoliu va contactar amb la Nova Cançó i així va continuar gravant amb altres artistes catalans de l'època, com ara, Joan Manuel Serrat.

## La producció del disc
Albert Mallofré (Vilanova i la Geltrú, 1926 – Barcelona, 2017) fou un periodista i impulsor discogràfic considerat un referent en el món de la crítica musical. En la seva carrera va arribar a conèixer personalitats com Duke Ellington o Miles Davis, entre d'altres. Ell mateix, en el llibret inclòs en l’àlbum, fa una explicació del perquè i el context del disc. Des de la primera pregunta que Mallofré, com a assessor de la discogràfica Edigsa, fa a Núria Feliu l’agost del 1965, «Per què no cantes uns quants standards americans, com Misty, o Loverman, que són tan bonics i que aquí ningú s’hi veu en cor?», fins a la publicació del disc tan sols passen uns tres mesos. La relació entre el vilanoví i la santsenca, que comença pràcticament amb l’inici de la carrera musical d’aquesta última, no farà més que donar nombrosos fruits: Mallofré li produí diversos discs i, fins i tot, li escrigué alguns textos de cançons.
En aquell moment, Tete Montoliu encara no coneixia la Núria Feliu; és el productor Mallofré qui els presenta abans d’assajar amb el trio del pianista. Les adaptacions a la llengua catalana dels standards Lullaby of Birdland, Bye bye Blackbird, Loverman, Misty, Willow weep for me i Fine and Dandy foren encomanades a l’escriptor Jaume Picas (1921 – 1976).
D’origen obrer i catalanista, Picas fou un home clau per a la consolidació de la cultura i llengua catalanes en el teatre, mitjans de comunicació i el món de l’art en general en un context de franquisme. Exiliat amb disset anys, tingué un ferm compromís amb el seu poble i amb la seva classe. La participació al moviment de la Nova Cançó com a lletrista i promotor de cantants es veu reflectida, per exemple, en les lletres d’aquest disc. Els temes esmentats anteriorment, en la nostra llengua es varen adaptar així (amb l’ordre de l’enumeració en anglès): El país dels ocells, Ves i perde’t, De dalt estant, Tot és gris, Soc com un desmai, Soc l’estrella.

## El començament d'una amistat entre la Núria i el Tete
Aquest disc podria ser perfectament l’excusa per al començament d’una relació estreta que durà anys. Feliu i Montoliu, conjuntament, tocaren en entorns privilegiats com el Palau de la Música Catalana, compartint cartell amb Joan Manuel Serrat, Raimon, el Latin Quartet de Francesc Borrull i altres cantants. Escenari on, vint-i-cinc anys després, hi tornaren plegats. A escala internacional, actuaren al Waldorf Astoria de Nova York el 1966, que acabà amb la interpretació del Cant dels ocells davant de l’ambaixador espanyol. «Va agafar una enrabiada de mort!», recorda en una entrevista als Matins de TV3 de fa un parell d’anys.
De la mateixa manera que Núria Feliu començà la seva relació amb el jazz a través de Tete Montoliu, aquest últim entrà en contacte amb la Nova Cançó gràcies a la cantant. D’entre tots els cantants catalans fou amb Joan Manuel Serrat amb qui teixí una relació d'amistat més gran, basada en l’admiració mútua. Seria un error, però, considerar el Tete com a membre de la Nova Cançó, ja que, fins i tot reconegué que era un gènere que no l’estimulava especialment. La defensa de la seva cultura i llengua foren els veritables motius per endinsar-se en aquest món. Tocà puntualment amb Maria del Mar Bonet, Marina Rossell, Josep Maria Espinàs o Pi de la Serra. «La connexió amb la Nova Cançó es va produir perquè tots aquests músics van recórrer a mi … i els estimo molt», explica. Per altra banda, Feliu accedeix a conèixer els grans del jazz gràcies al Tete. Rep ben emocionada a Ella Fitzgerald i Duke Ellington en la seva primera visita a la ciutat comtal i enregistra un disc, per a Edigsa, que presenta al Jamboree amb Lou Bennet: Núria Feliu, Lou Bennet i els seus amics. Per tal de recollir els seus anys de relació personal i musical, el 1990 publiquen el recopilatori Núria Feliu i Tete Montoliu (1965 – 1990).

## Cançons
L'àlbum inclou els 10 temes següents:
1. El país del ocells (Lullaby of Birdland)
2. Yesterdays
3. Ves i perde't (Bye Bye Blackbird)
4. Schoochee Coochee
5. De dalt estant (Loverman)
6. Tot és gris (Misty)
7. Just Friends
8. Soc com un desmai (Willow weep for me)
9. El blues d'en Booker
10. Soc l'Estrella (Fine and Dandy)